# Massa molar
La massa molar, simbolitzada M, d'una substància pura és la massa d'un mol d'aquesta substància, expressada habitualment en g/mol. O, el que és igual, la massa de 6,022·1023 (nombre d'Avogadro) partícules d'aquesta substància. El seu valor numèric coincideix, expressament, amb el de la massa atòmica relativa, Ar, pels elements químics i amb la massa molecular relativa, Mr, pels composts químics.
La massa molar es pot calcular com a quocient de la massa m de la substància i el nombre corresponent de mols n:
La massa molar d'un compost químic es pot obtenir sumant les masses molars dels seus elements. Per exemple, sabent que les masses molars de l'hidrogen, l'oxigen i el sofre són 1,008 g/mol, 15,999 g/mol i 32,065 g/mol, respectivament; la massa molar de l'àcid sulfúric, H₂SO₄, serà: